# Ornithogalum sessiliflorum
Ornithogalum sessiliflorum är en sparrisväxtart som beskrevs av René Louiche Desfontaines. Ornithogalum sessiliflorum ingår i släktet stjärnlökar, och familjen sparrisväxter. Inga underarter finns listade i Catalogue of Life.